# 森吉隆
森 吉隆（もり よしたか）は、江戸時代前期の武士、旗本。

## 経歴
佐伯藩初代藩主・毛利高政の異母弟の森吉安の嫡男（次男）として生まれる。寛永18年（1641年）前年に死去した父の家督を継ぎ、翌年徳川家光に御目見して書院番士。慶安元年（1648年）石川貴成とともに豊後府内（松平忠直）の国目付代を務める。万治2年（1659年）明暦の大火で全焼していた江戸城本丸御殿再建に労があった。寛文3年（1663年）西尾藩増山氏が下館藩転封となり代わりに土井氏が入ると、内藤正俊とともに西尾に下って引き渡しに従事した。後年小普請に移り、寛文12年（1672年）没。